# Іреніуш Палінський
Іреніуш Палінський (пол. Ireneusz Paliński; 13 травня 1932 — 9 липня 2006) — перший польський штангист, який отримав олімпійську золоту медаль, яку він зробув у 1960 році у загальному заліку. За це досягнення в цьому ж році він був нагороджений Орденом Відродження Польщі і обраний польським спортсменом року. Зайняв друге місце на чемпіонатах світу 1959, 1962—63 і 1966 роках, третє у 1958 і 1964 роках. У Польщі він завоював дев'ять національних звань.
Паліньські був найстаршим із семи братів у сім'ї селянина. Закінчив технічний університет і був столяром. Почав займатися важкою атлетикою під час служби в армії. У 1965 році він одружився з Зофією Дроздовською, вчителькою, яка була на 13 років молодшою. Вони мали двох синів, Петра і Адама. На початку 1990-х років Палінські серйозно захворів і переніс кілька операцій на шлунку.
Помер 9 липня 2006 року, у віці 74 років.